# Estação Old Court
Old Court é uma estação metroviária da linha única do Metrô de Baltimore (linha verde). 
A estação foi inaugurada em 1987. A sua plataforma é central, em forma de ilha, com duas linhas passando pela laterais.
Desta estação é feita a conexão por ônibus para a região oeste do condado de Baltimore.

## Ligação externa
- The MTA's Metro Subway page